# 김수근문화재단
김수근문화재단은 건축가 김수근 기념사업 한국문화예술의 진흥발전에 기여할 수 있는 사업을 수행하기 위하여 1988년 12월 23일 설립된 문화체육관광부 소관의 재단법인이다. 사무실은 서울특별시 종로구 율곡로 83 (원서동)에 있다.

## 주요 사업
- 예술상의 제정 및 시상
- 예술전문지 출간
- 예술교육사업
- 한국문화예술의 국제교류 지원